# ملودی لندن
«ملودی لندن» (انگلیسی: London Melody) فیلمی در ژانر موزیکال به کارگردانی هربرت ویلکاکس است که در سال ۱۹۳۷ منتشر شد. آنا نیگل، تولیو کارمیناتی و رابرت داگلاس از بازیگران این فیلم بوده‌اند.